# 鹿島氏
鹿島氏（かしまし）は日本人の姓氏。苗字。幾つかの系譜がある。
- 中臣鹿島氏（なかとみかしまうじ） - 鹿島神宮の社家であり、大宮司職を世襲した。
- 平姓鹿島氏（たいらせいかしまし） - 常陸平氏大掾氏の分家であり、常陸国鹿島の有力な武家（軍事貴族）で在庁官人となった。中世以降、地頭として鹿島神宮惣大行事職を世襲した。本稿で詳述する。
- 山階宮から臣籍降下した鹿島萩麿を初代とする鹿島氏も存在する。

各種類似姓を示す。
- 同音異姓に加島、鹿嶋、加嶋、香島、賀島、香嶋、鹿嶌、賀嶋、嘉志摩、嘉嶋、鍛島、鍜島、樫間がある。
- 異音異姓に鹿島田（かしまだ）、加島谷（かしまや）がある。

## 中臣姓鹿島氏
746年（天平18）3月に常陸国鹿島郡の中臣部20戸が中臣鹿島連姓を賜ったとされる。

## 平姓鹿島氏
鹿島氏は平高望・国香親子の末裔である大掾氏の一族である。通字は「幹」（もと）。平国香の六世孫である鹿島成幹が常陸国鹿島郡の領主となり、鹿島氏を称したのが始まりである。成幹は河内源氏の棟梁であった源義忠を姉または妹の舅である源義光の命を受けて暗殺するが、その義光の息のかかった義光の弟、快誉に殺害された。その死後、六人の息子に遺領は分割され、三男とされる鹿島三郎政幹が惣領となった。
治承・寿永の乱（源平合戦）において、平家の知行国であった常陸国の在庁官人を輩出していた常陸平氏は親平家の立場であったとみられ、鹿島政幹も多気義幹や下妻広幹、行方景幹らとともに当初は平家方であったとみられている。だが、政幹は早い段階で源頼朝方に転じ、養和元年3月12日（1181年4月27日）に源頼朝は鹿島政幹を鹿島社惣追捕使に任じた（『吾妻鏡』）。鹿島社惣追捕使は鹿島社惣大行事とも称され、鹿島神宮の神領の検断を任されるとともに、頼朝が篤く信仰していた鹿島神宮の振興の一翼を担うことになった。また、政幹の息子である宗幹・弘幹兄弟は他の板東平氏と共に家来を率いて頼朝軍に参加して、屋島の戦いで戦死したとされる。
その結果、鹿島氏は鎌倉御家人として認められ、鹿島政幹は弟の六郎頼幹（林氏始祖）と共に、源頼朝上洛、御所昇殿の砌に他の御家人と共に付き従うなど、鎌倉幕府の諸行事に参加するなどした（『吾妻鏡』）。頼朝の後継者は頼朝ほど鹿島神宮を信仰しなかったので、鹿島一族は次第に幕府中枢からの距離ができたが、それは幕府の内紛に巻き込まれることなく、三浦氏などの御家人のように粛清されることもないという側面も生んだ。その後、鹿島氏は梶山氏、立原氏など庶子を近隣に配して勢力を拡大した。

### 南北朝以後
鎌倉幕府が倒れ、南北朝時代になると、鹿島氏は北朝方について功績があった。そこで、足利氏は鹿島氏当主を鹿島神宮の惣大行事職に補任し、代々世襲していくことになった。また、併せて鹿島氏当主は従五位相当官（おもに受領）に任官するようになる。
『鹿島治乱記』によると、幼少にして鹿島氏の家督を継いだ鹿島義幹は姦臣を近づけ、暴政を布いたために、家老たちが示し合わせて近隣の江戸氏や行方氏の兵を鹿島に入れ、謀反を起こした。作者は、鹿島義幹による鹿島城改築を、秦の始皇帝の阿房宮造営になぞらえ、原因のひとつとしている。
実際、鹿島城は中世の城郭としては尋常な規模ではなかったらしい。義幹は700名の兵とともに鹿島城にたてこもったが、相手は3000名をこえていた。そこで、鹿島家の親戚である林、東の両氏が言うには、「この城はまだ改築中であり、十分な防衛ができるとは思えません。ひとまず、房総に退き、下総の加勢をまって情勢の立て直しを図ってはどうでしょう」と提案した（林氏も東氏も将軍家直臣であって、義幹に意見できる身分であった。義幹もこれを無下にはできなかった）。
義幹は最初逡巡したが、下総の東城（須賀山城のことと思われる東氏の居城・現在の千葉県東庄町）に退いた。家老たちは義幹の姪を大掾氏の男子にめあわせて新たな当主とした（この姪は江戸氏当主の姪にもあたるので江戸氏の外圧を受けて義幹を追放した勢力には好都合であった。）。義幹は東城で、機会を伺っていたが、同族の島崎氏が流した「今こそ鹿島を奪回する好機である」と嘘の情報を真に受け、再起をはかるべく、東城から出撃し、現在の茨城県鹿嶋市高天原に上陸し、城方もこれを迎えうって合戦となった。
これは高天原合戦として知られている。この戦いにおいては、松本備前守や塚原卜伝のような剣豪も参加した。鹿島城は皮肉にも義幹の改築によって、非常に堅固になっていた。しかし義幹はこの合戦において討ち死にし、義幹方の兵は東城に引き上げていった。義幹は戦死したが、義幹の孫治幹（治時）は鹿島家当主につくことができた。
ところが、鹿島氏は戦国時代後期になると、3度にわたる内紛を起こした上に急速に衰退する。
- 永禄12年（1569年）3月、鹿島治幹（治時）の次男・氏幹と三男・義清が家督を巡って争い、氏幹は千葉氏の、義清は江戸氏の援軍を受けた。氏幹は一時義清を鹿島から追放したものの、10月8日になって家臣によって暗殺されたため、家督は義清が継承して江戸通政の娘を娶って江戸氏との同盟を強化した。
- 天正7年（1579年）頃から鹿島氏家臣内部の争いが深刻化してきたが、天正9年2月13日になって義清が重臣の林氏に殺害されたために再び家督争いが発生する。千葉氏側にあった治幹（治時）の子である貞信（七郎）と清秀（六郎）兄弟が千葉氏一門である国分氏の支援を受けて鹿島復帰を図るが、同年5月になって江戸重通が自ら鹿島を攻めてこれを放逐。翌天正10年3月27日になって江戸重通は治幹（治時）の末子である通晴[7]を当主に擁立した。
- 天正14年（1586年）になって鹿島貞信・清秀兄弟が再度鹿島を攻めて2月25日に通晴を自害に追い込み、貞信が当主となる。これに対して江戸氏は翌天正15年（1587年）になって鹿島を攻めて一時鉾田城を攻め落としたものの、江戸氏側についた鹿島氏重臣が貞信に切り崩されたために敗退する。貞信は妹を国分胤政に嫁がせたものの、天正17年（1589年）に死去、清秀が鹿島氏を継いだ。これによって従来は佐竹氏ー江戸氏ー鹿島氏の関係にあって反北条氏側に立っていた鹿島氏の姿勢が、北条氏ー千葉氏ー鹿島氏へと変更されることになる。

ところが、小田原の役後に、常陸南部の安堵を獲得した北部の大名・佐竹氏が鹿島氏当主（清秀か）を他の常陸南部の地頭たちと一緒に謀殺し、軍を鹿島に差し向けた。鹿島軍も善戦したが、当主不在もあってか落城した。
徳川氏の代になると、鹿島氏の子孫は下総に落ち延びていたので、旧家臣たちが幕府に嘆願し、家の再興を願った。徳川家康はこれを許し、鹿島惣大行事家として存続することになった。石高は200石。なお、鹿島氏の一族は、庶子等も含めると、旗本になったもの、水戸藩藩士になったもの、高松藩藩士になったもの（高松藩は水戸家の分家のため）、帰農したものと多岐に渡る。

### 系譜
- 桓武天皇－葛原親王－高見王－平高望－平国香－平繁盛－平維幹－平為幹－平重幹(繁幹)－平清幹－鹿島成幹－鹿島政幹－鹿島胤幹－鹿島忠幹－鹿島宗幹－鹿島幹景－鹿島幹氏－鹿島幹定

（群書類従系図部による）

### 一門
（順不同）塚原氏、徳宿氏、中居氏（中井氏とも）、大岩氏、林氏、立原氏、沼尾氏、安房氏、烟田氏、石神氏、芹沢氏など
参考文献　古代氏族系譜集成による

### 家臣
- 宿老 - 小鹿野氏、吉川氏、額賀氏、松本氏は、平姓鹿島氏(常陸大掾氏流鹿島氏)の四宿老であった。
  - 小鹿野氏 : 鹿島治乱記に「案の如く小鹿野、吉川、額賀、松本四人の宿老云々」と、又、「小鹿野刑部、同大蔵、同中務父子云々」と。鹿島家四家老の一にして、1524(大永4)年其の主義幹を除かんと謀り、江戸通雅・通泰に通ず[8]。
  - 吉川氏 : 常陸国行方郡吉川邑(むら)より起る[9]。鹿島文書、1306(嘉元4)年12月20日のものに「鹿島大社大禰宜能親(中臣能親)代長円(代理の長円という者)・常陸国行方郡大崎郷内吉河孫四郎春幹、云々等と、当社供料米以下の事を相論す」と。又、小鹿野、額賀、松本等と共に、鹿島氏の四家老の一に在りて、鹿島治乱記等に見える[10]。塚原卜伝の実父、吉川左京覚賢(よしかわさきょうあきかた)は、本姓が卜部(うらべ)であり、鹿島神宮の祝部(はふりべ)である。
  - 額賀氏 : 中臣姓 常陸国の豪族にして、鹿島家四家老の一也。鹿島治乱記に「案の如く小鹿野、吉川、額賀、松本四人の宿老」と載せ、又、額賀小三郎、同左京進等を挙げ、又胤信筆記(＝烟田旧記、塙氏より分かれた一族で、共に烟田氏の重臣であった、井川氏の井川信濃守胤信(たねのぶ)が記録したもの[11][12])に「額賀弾正・木瀧治部少輔と共に鹿島通晴を殺す(1586(天正14)年)」とあり[13][14]。
  - 松本氏 : 紀姓 常陸国鹿島の豪族にして、鹿島治乱記に松本等四人の宿老と見え、新編常陸国誌[15]に「松本、附織田。紀氏の由、神陰流の目録に見えたり。鹿島の著姓なり、松本と称する由詳ならず。鹿島四臣の一にして、松本備前守(尚勝)、其の子右馬允は共に刀槍の術を以って、世に名あり、永正永中の人なり」と見ゆ[16]。松本尚勝[17](別名に政信、通称松本備前守、あるいは杉本政信)は常陸の鹿島神宮の祝部であり、鹿島神流の開祖である(ほかに上泉信綱#剣の師について 神道流の項、直心影流剣術#杉本備前守を流祖とする説、直心影流薙刀術、塚原卜伝#生涯を参照)。

### 参考史料(軍記)
- 『鹿島治乱記(カシマ チランキ)』は、その奥書によると、1526(大永6)年、漂泊隠士草(漂泊隠士艸)と称する人物の筆による。この人物(漂泊隠士)、素性は明らかではないが、おそらく、本書での敵役鹿島義幹ゆかりの者と思われる[18][19][20]。